# Église Saint-Maurice de Vauxrezis
L'église Saint-Maurice est une église située à Vauxrezis, en France.

## Description

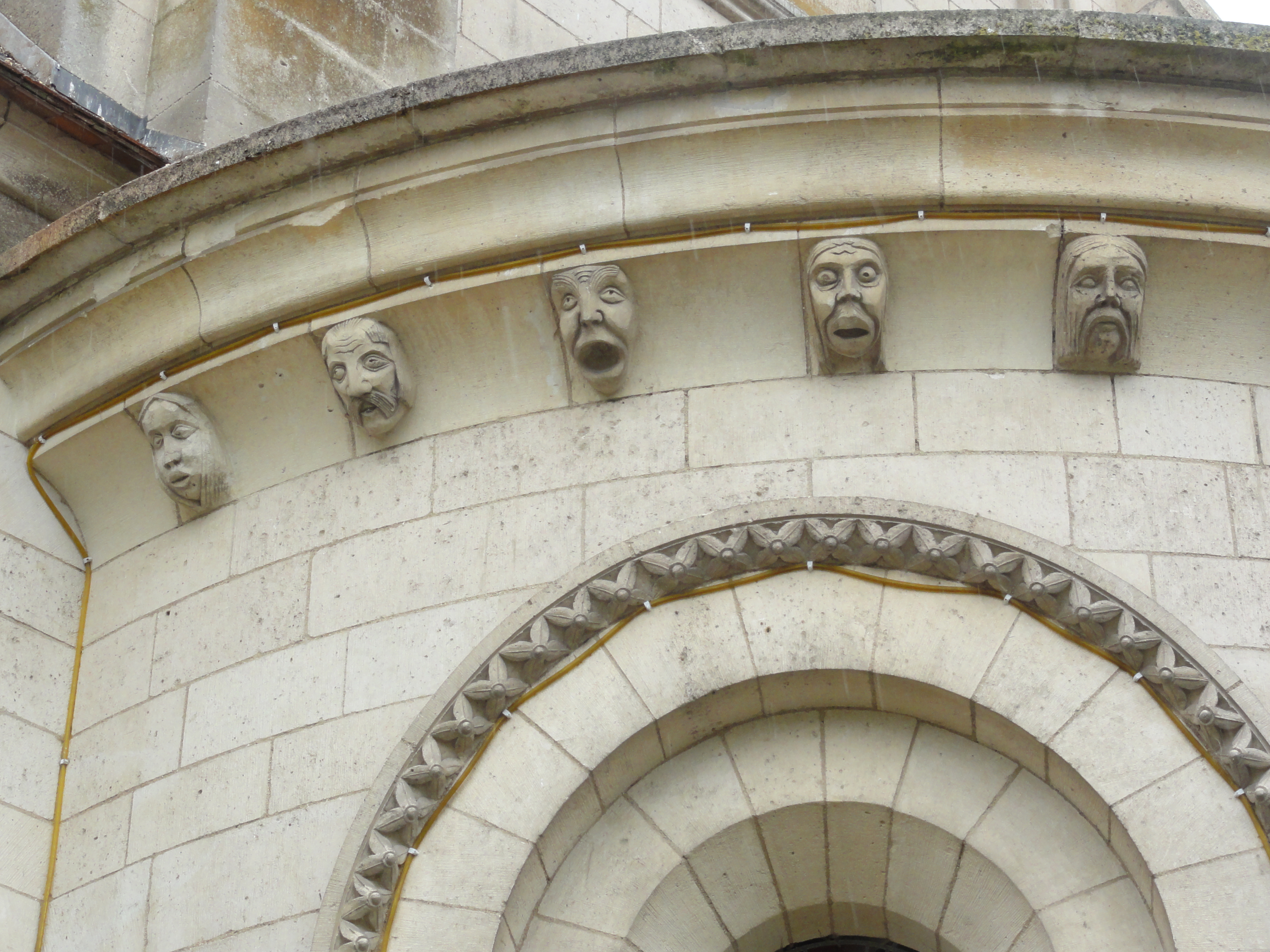
Modillons du chevet.
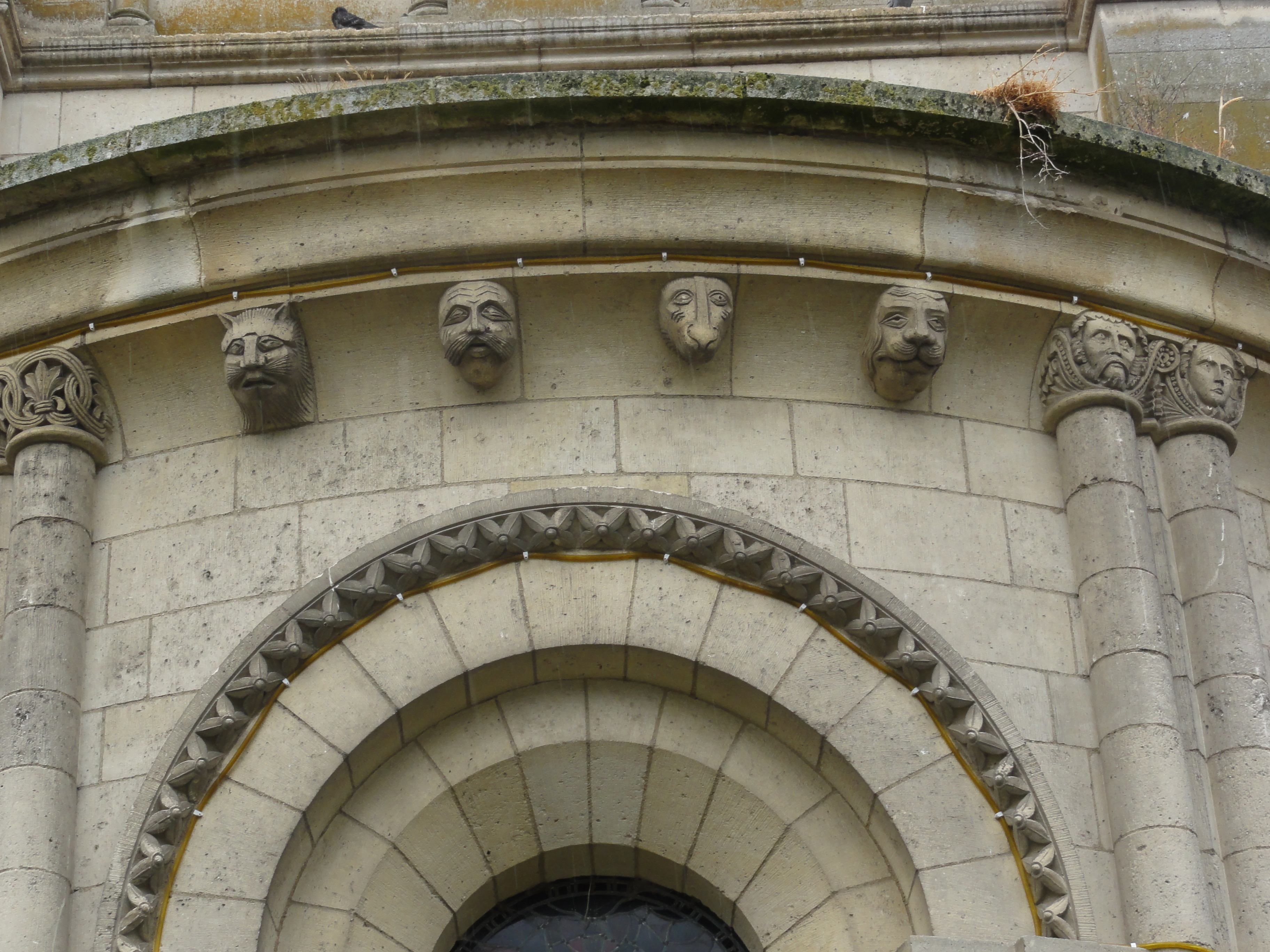
Modillons du chevet.
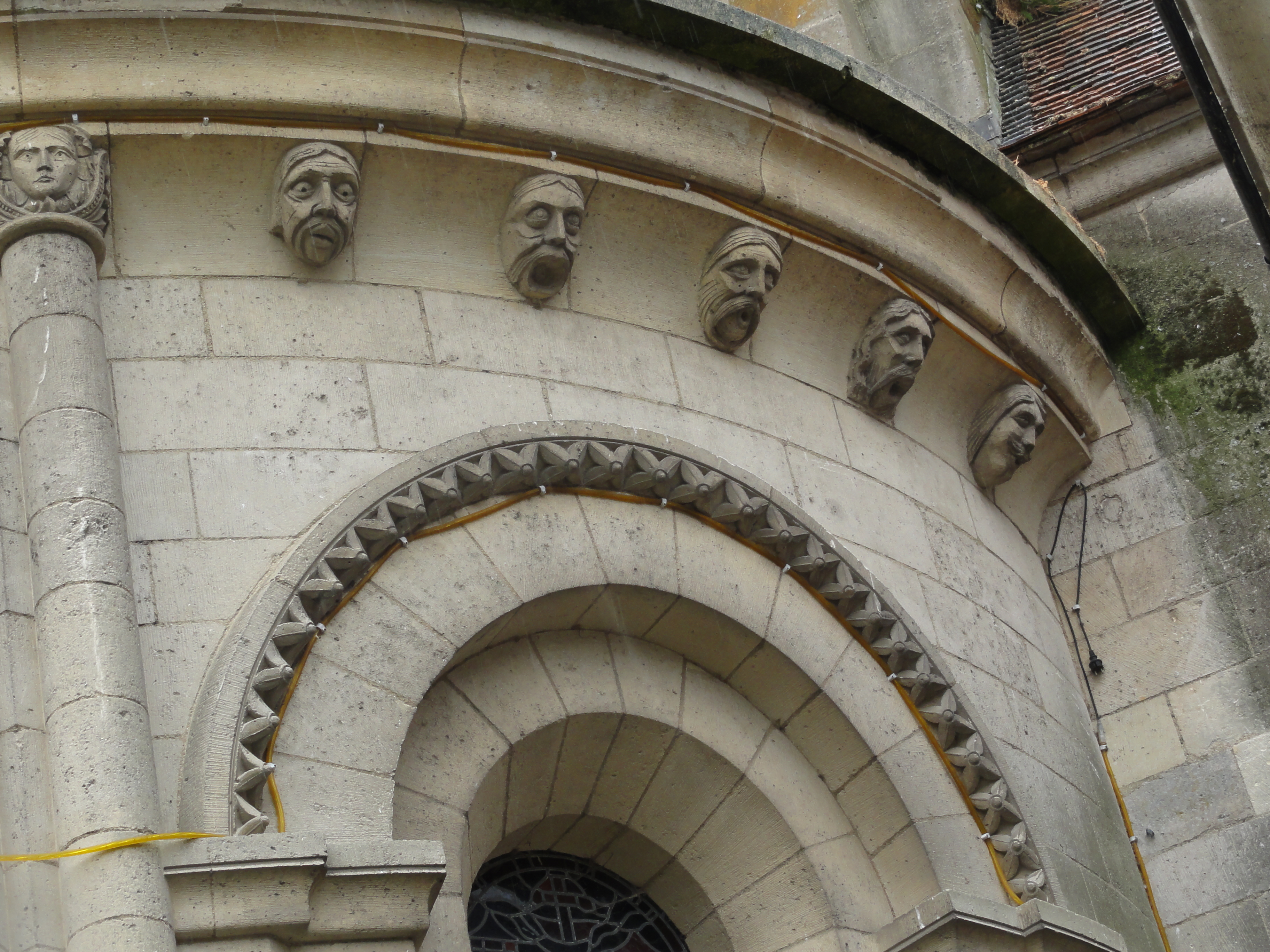
Modillons de chevet.
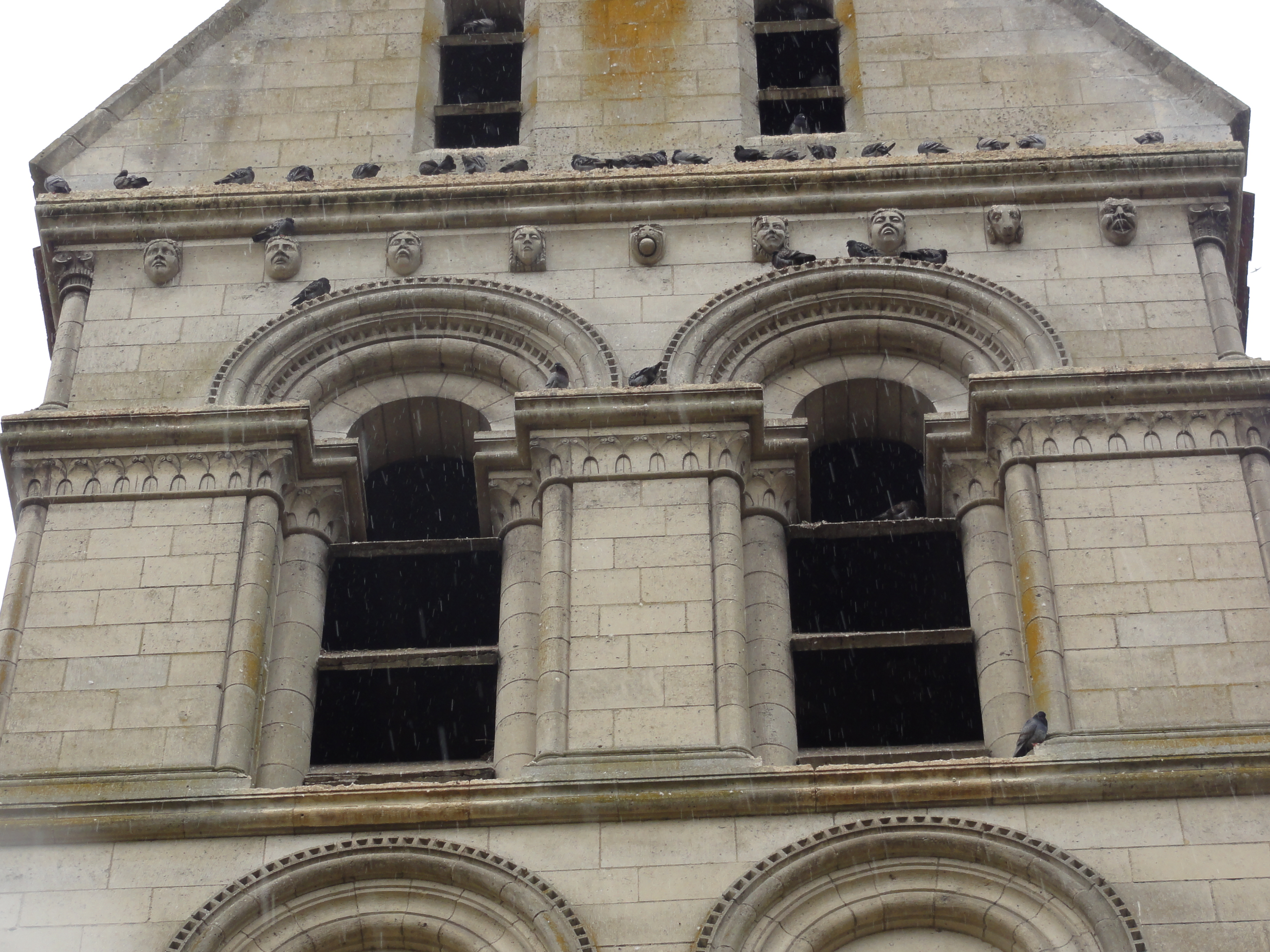
Modillons de la tour.
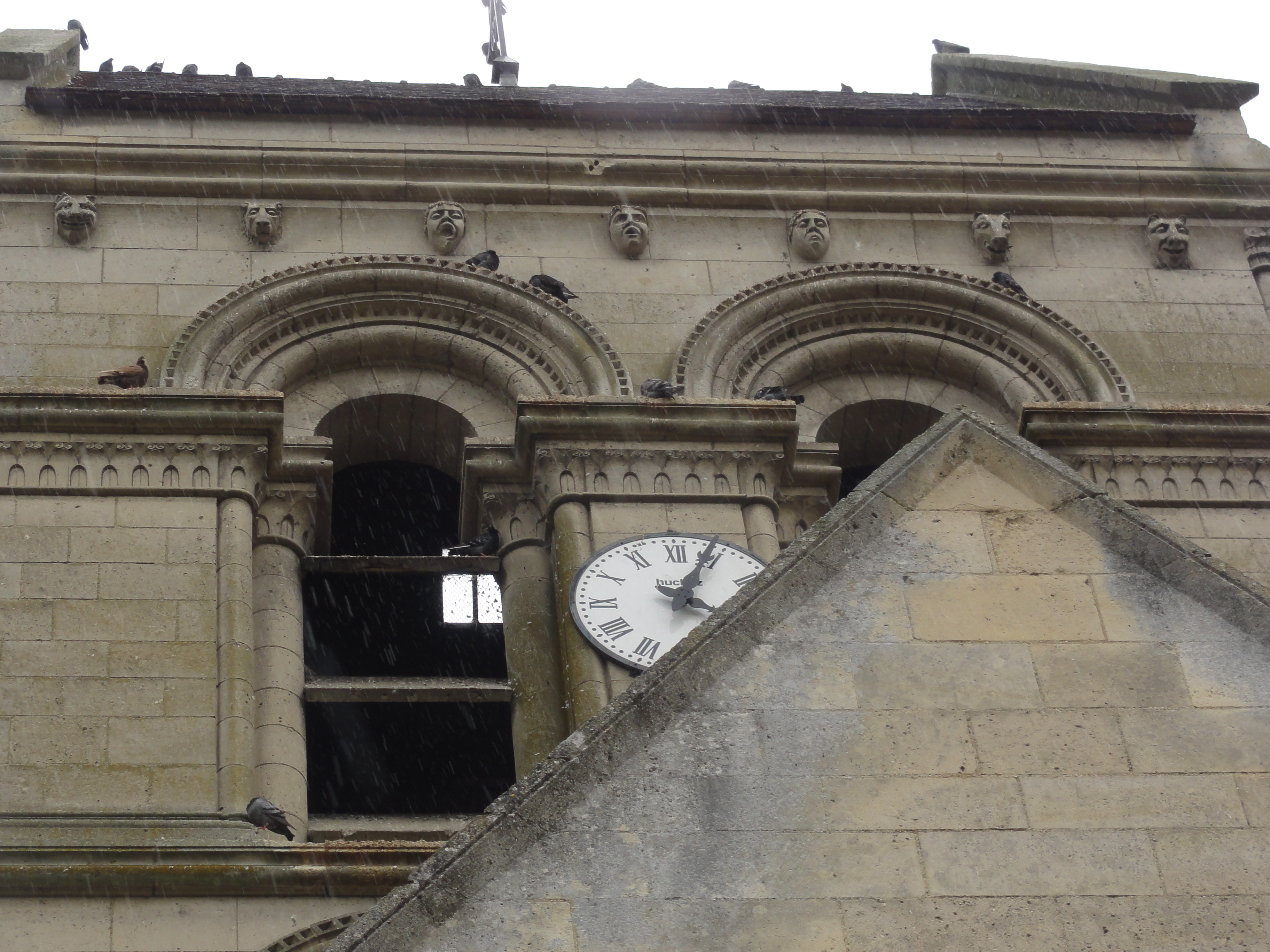
Modillons de la tour.
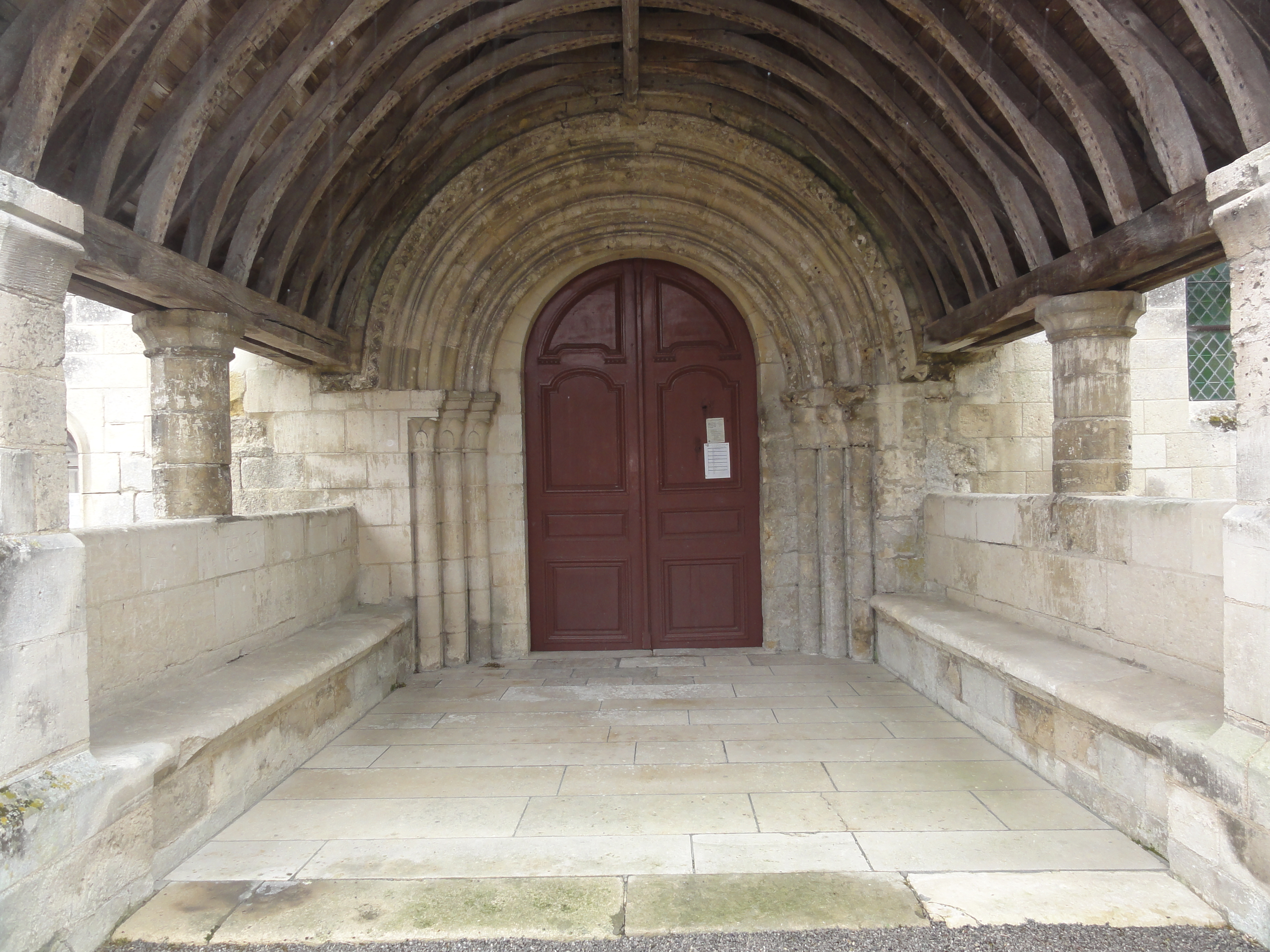
Porche.

## Localisation
L'église est située sur la commune de Vauxrezis, dans le département de l'Aisne.

## Historique
Le monument est classé au titre des monuments historiques en 1913 et inscrit en 1995.